# Stilpnotia maria
Stilpnotia maria är en fjärilsart som beskrevs av Kirby 1896. Stilpnotia maria ingår i släktet Stilpnotia och familjen tofsspinnare. Inga underarter finns listade i Catalogue of Life.